# Gustav Fabergé
Gustav Fabergé (Pärnu, 1814. – 1893.) je bio ruski draguljar, otac Petra Karla Fabergéa, izrađivača Fabergéovih jaja. Osnovao je svoju vlastitu radnju u Petrogradu, koju je nasljedio njegov sin. 
Rođen je u danjašnjem estonskom gradu Pärnu 1814. Njegov otac, tapetar Petar Fabergé, preselio se u tadašnje Rusko Carstvo 1800. godine. Tamo se preselio iz njemačkog grada Schwedt na Odri. Njegova obitelj bila je hugenotska koja je u Njemačku iz Francuske pobjegla u XVII. stoljeću nakon edikta iz Nantesa.
Gustav 1842. otvara radnju, u Petrogradu, koju je nazvao Kuća Fabergéovih. Iste te godine oženio je Charlotte Jungshtedt, kći danskog umjetnika. Njegov sin, Petar Karl, praksu je stekao u očevoj radnji, a 1872. ju je i preuzeo. 